# Li Xueyao
Li Xueyao (chinesisch 李雪尧, * 11. April 1995) ist eine chinesische Skispringerin.

## Werdegang
Li gab ihr internationales Debüt am 8. Januar 2011 bei der Ladies-Winter-Tournee 2011 in Schonach. Am Ende der Tournee belegte sie in der Gesamtwertung den 47. Platz. Ihre ersten Continental-Cup-Punkte holte sie in Ljubno. Bei ihren ersten Juniorenweltmeisterschaften 2011 in Otepää belegte sie den 40. Platz und bei den ihren ersten Nordischen Skiweltmeisterschaften 2011 in Oslo erreichte sie ebenfalls den 40. Platz. Am Ende der Skisprung-Continental-Cupsaison erreichte sie in der Gesamtwertung 2010/11 den 67. Platz. Bei den Olympischen Jugend-Winterspielen 2012 in Innsbruck sprang sie im Einzel auf den 11. Platz. In Ljubno gab sie am 11. Februar 2012 ihr Weltcup-Debüt. Sie belegte den 44. Platz. Bei ihren zweiten Juniorenweltmeisterschaften 2012 in Erzurum belegte sie im Einzel den 37. Platz und Team den siebenten Platz.
Bei der Winter-Universiade 2015 in Štrbské Pleso erreichte Li im Einzel den fünften Rang, bevor sie mit der Mannschaft in den beiden Teamspringen als Vierte und Siebente gute Top-10-Resultate erreichte. Bei der folgenden Weltmeisterschaft 2015 in Falun landete sie im Einzelspringen auf dem 37. Platz.
In der Weltcup-Saison 2018/19 zeigte Li Xueyao ihre bisher besten Leistungen auf diesem Niveau und erreichte im rumänischen Râșnov mit einem 17. Platz ihr bestes Saison-Resultat. Trotzdem nahm sie wie die anderen chinesischen Skispringerinnen aus psychischen und physischen Gründen nicht an den Nordischen Skiweltmeisterschaften 2019 teil.

## Erfolge

### Weltcup-Platzierungen
| Saison  | Platz | Punkte |
| ------- | ----- | ------ |
| 2016/17 | 51.   | 008    |
| 2017/18 | 41.   | 022    |
| 2018/19 | 36.   | 057    |
| 2019/20 | 38.   | 021    |
| 2019/20 | 50.   | 008    |

### Grand-Prix-Platzierungen
| Saison | Platz | Punkte |
| ------ | ----- | ------ |
| 2018   | 43.   | 007    |
| 2019   | 46.   | 004    |
| 2023   | 24.   | 058    |

| Saison  | COC-Platzierung | FIS-Ladies-Grand-Prix |
| ------- | --------------- | --------------------- |
| 2010/11 | 67.             | 47.                   |
| 2012/13 | 32.             |                       |
| 2015/16 | 19.             |                       |
| 2016/17 | 54.             |                       |
| 2018/19 | 31.             |                       |
| 2021/22 | 55.             |                       |